# Parque Stanley

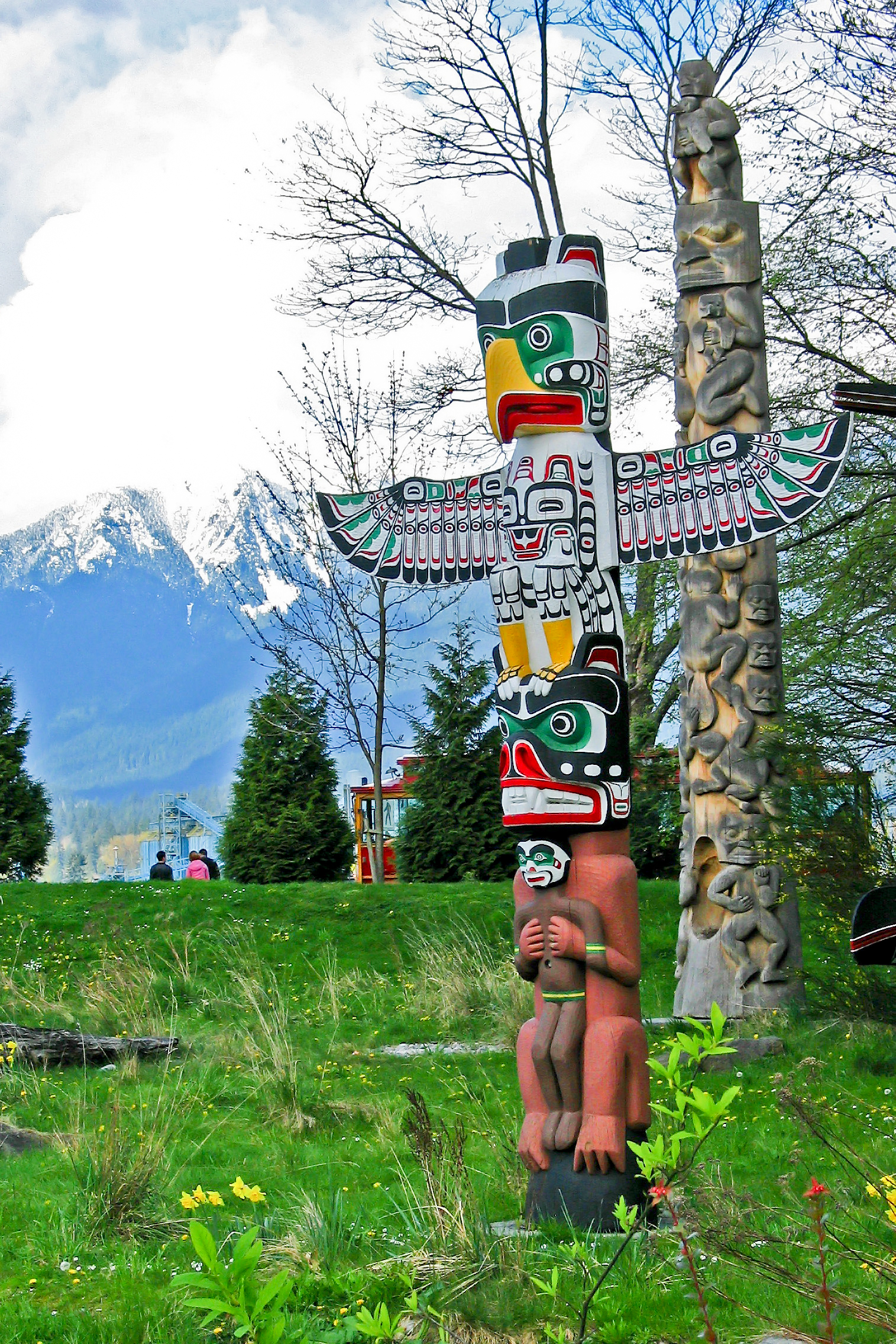
Totems no parque

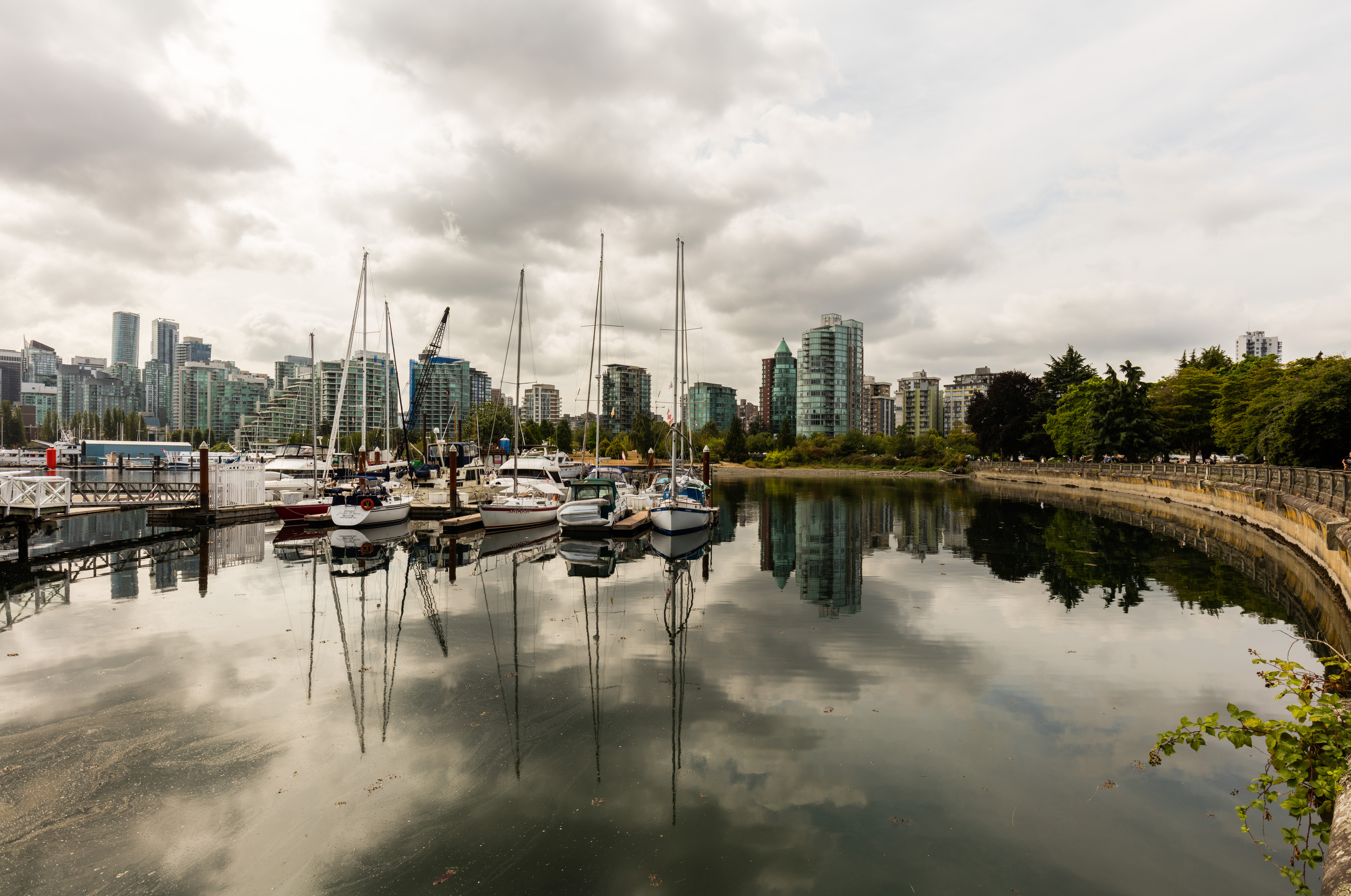
Centro de Vancouver visto do parque Stanley

O Parque de Stanley ou, no inglês original, Stanley Park é um parque urbano de 404,9 hectares (1 000 acres) em Vancouver, Colúmbia Britânica, Canadá.
O parque tem uma longa história e foi uma das primeiras áreas de Vancouver a serem exploradas pelos colonizadores Britânicos. O território do parque já era usado por povos indígenas há milhares de anos. O território se tornou o primeiro parque da cidade de Vancouver em 1886. E recebeu o seu nome em homenagem à Frederick Stanley, o 16˚ conde de Derby, um político Britânico que havia sido recentemente nomeado ao cargo de Governador-geral do Canadá. 
O parque atrai cerca de oito milhões de visitantes cada ano, incluindo locais e turistas, que o visitam pelos seus atributos naturais, entre outras coisas. Uma muralha marítima de 8,8 km rodeia o parque, que é usado 2,5 milhões de pedestres, ciclistas e patinadores cada ano. 
Muito do parque permanece florestado com cerca de meio milhão de árvores que podem ter até 76 metros e centenas de anos de vida. Há cerca de 200 km de estradas e caminhos no parque, que são patrulhados pelo Departamento Policial de Vancouver. 
O Projeto para os Espaços Públicos declarou o Stanley Park como 16.º melhor do mundo e o 6º melhor da América do Norte.

## Monumento de homenagem ao português 'Joe Silvey'
No parque encontra-se um monumento de homenagem ao português 'Joe Silvey' (Pico, Açores, 1828-Vancouver, 1902), inaugurado em 25 de abril de 2015.
O monumento foi concebido pelo bisneto de Silvey, o escultor Luke Marston, e inclui a estátua do baleeiro açoriano e das suas duas mulheres nativas (Khaltinaht, que morreu jovem com tuberculose e a segunda mulher Kwatleematt), sobre uma calçada portuguesa, para fazer a ligação ao país de origem.
Joe Silvey chegou à Columbia Britânica em 1860, proveniente da ilha do Pico.